# 9. april
9. april je 99. dan leta (100. v prestopnih letih) v gregorijanskem koledarju. Ostaja še 266 dni.

## Dogodki
- 1241 – Mongoli v bitki pri Legnici premagajo združeno poljsko, nemško in češko vojsko
- 1388 – v bitki pri Näffelsu Švicarji premagajo Habsburžane
- 1682 – René Robert Cavelier de La Salle pripluje v delto Misisipija
- 1865 – s podpisom premirja se konča ameriška državljanska vojna
- 1866 – v ZDA sprejet zakon o državljanskih pravicah
- 1904 – v Chicagu se konča ustanovna konvencija Slovenske narodne podporne jednote
- 1918 – začne se bitka pri Lysu
- 1940 – Tretji rajh napade Dansko in Norveško (operacija Weserübung)
- 1942 – Japonska zasede Filipine
- 1945:
  - Rdeča armada zavzame Königsberg (danajšnji Kaliningrad)
  - pričetek nemško-domobranske ofenzive v Suhi Krajini in Kočevskem Rogu
- 1970 – Paul McCartney je uradno razglasil razpad skupine The Beatles
- 2009 – na Mežaklo pade meteorit

## Rojstva
- 1283 – Margareta Norveška, škotska kraljica († 1290)
- 1285 – Ajurbarvada, mongolski veliki kan, kitajski cesar († 1320)
- 1336 – Timurlenk, mongolski kan († 1405)
- 1627 – Johann Caspar Kerll, nemški skladatelj († 1693)
- 1675 – Janez Gregor Božič, slovenski baročni kipar († 1724)
- 1691 – Johann Matthias Gesner, nemški učenjak († 1761)
- 1773 – Étienne Aignan, francoski prevajalec, pisec, libretist, dramatik († 1824)
- 1806 – Janez Nepomuk Kalister, slovenski poslovnež in mecen, († 1864)
- 1815 – Alphonse-Eugène Beau de Rochas, francoski inženir († 1893)
- 1816 – Charles-Eugène Delaunay, francoski astronom, matematik († 1872)
- 1819 – Annibale de Gasparis, italijanski astronom († 1892)
- 1821 – Charles-Pierre Baudelaire, francoski pesnik († 1867)
- 1854 – Pavlina Pajk, pisateljica in pesnica, rojena v Pavii v Italiji († 1901)
- 1865 –
  - Charles Proteus Steinmetz, nemško-ameriški elektrotehnik († 1923)
  - Erich Ludendorff, nemški general († 1937)
- 1878 – Marcel Grossmann, nemški matematik († 1936)
- 1903 – Gregory Goodwin Pincus, ameriški endokrinolog († 1967)
- 1908 – Viktor Vásárhely - Victor Vasarely, madžarsko-francoski slikar († 1997)
- 1915 – Dušan Kveder - Tomaž, slovenski revolucionar († 1966)
- 1921 – Stojan Puc, slovenski šahist († 2004)
- 1933 – Jean-Paul Belmondo, francoski filmski igralec
- 1948 – Patty Pravo, italijanska pevka
- 1952 – Vlado Novak, slovenski igralec
- 1954 – Denis Quaid, ameriški filmski igralec
- 1971 – Jacques Villeneuve, kanadski voznik Formule 1
- 1972 – Željko Rebrača, srbski košarkar
- 1979 – Mario Matt, avstrijski alpski smučar

## Smrti
- 491 – Zenon, bizantinski cesar (* okoli 425)
- 1024 – papež Benedikt VIII. (* 980)
- 1137 – Vilijem X., akvitanski vojvoda (* 1099)
- 1241 – Henrik II. Pobožni, vojvoda Velikopljske, nadvojvoda Poljske (* 1196)
- 1283 – Margareta Škotska, norveška kraljica (* 1261)
- 1302 – Konstanca II. Hohenstaufen, sicilska princesa, aragonska kraljica (* 1249)
- 1327 – Walter Stewart, škotski plemič, 6. High Steward (* 1296)
- 1483 – Edvard IV., angleški kralj (* 1442)
- 1548 – Gonzalo Pizarro, španski konkvistador, raziskovalec (* okoli 1502)
- 1553 – François Rabelais, francoski duhovnik, pisatelj, humanist (* okoli 1492)
- 1626 – sir Francis Bacon, angleški filozof, pisatelj, politik (* 1561)
- 1654 – Matej Basarab, vlaški knez (*  1580)
- 1693 – Roger de Bussy-Rabutin, francoski pisatelj (* 1618)
- 1754 – Christian Wolff, nemški filozof, matematik (* 1679)
- 1789 – Miura Baien, japonski konfucijanski filozof in ekonomist (* 1723)
- 1803 – Miháo Bakoš, slovenski evangeličanski duhovnik, dekan, učitelj, pisatelj in prevajalec (* 1742)
- 1936 – Ferdinand Tönnies, nemški sociolog (* 1855)
- 1945 –
  - Wilhelm Franz Canaris, nemški admiral, obveščevalec (* 1887)
  - Dietrich Bonhoeffer, nemški protestantski pastor, teolog in borec proti nacizmu (* 1906)
- 1953 – Hans Reichenbach, nemški filozof (* 1891)
- 1959 – Frank Lloyd Wright, ameriški arhitekt (* 1867)
- 1961 – Ahmet Zogu, albanski kralj (* 1895)
- 2021
  - DMX, ameriški raper (* 1970)
  - Princ Filip, vojvoda Edinburški, mož kraljice Elizabete II. (* 1921)

## Prazniki in obredi
- dan finskega jezika na Finskem
- Velika noč-2023.